# Тлеещ разряд
Тлеещ разряд се нарича образуването на плазма при протичането на електрически ток през газ при ниско налягане. На практика се създава, като се приложи напрежение между два метални електрода в стъклен или друг цилиндър, напълнен с газ. При постепенно увеличаване на напрежението и достигане на стойност, наричана напрежение на запалване, газът в цилиндъра се йонизира, превръща се в плазма и започва да провежда електричество, като това е съпроводено с цветно сияние (тлеене). Цветът на сиянието зависи от използвания газ. Тлеещият разряд се използва широко като източник на светлина например в неонови лампи, луминисцентни лампи и плазмени дисплеи. Излъчената светлина може да се анализира със спектроскопски методи и да даде информация за атомните взаимодействия в газа, затова тлеещият разряд се използва широко във физиката на плазмата и аналитичната химия. Използва се и като технология за нанасяне на тънки слоеве и обработка на повърхности като йонно разпрашване или плазмено ецване.

## Механизъм на действие
Системата е реализирана за първи път от Уилям Крукс.
Най-простият вид тлеещ разряд се получава чрез захранване с постоянен ток на два електрода, разположени в обем газ с ниско налягане (0.1 – 10 torr; около 1/10000 до 1/100 от атмосферното налягане). Обикновено се използва неон, аргон или друг газ. При нормални условия една малка част от атомите в обема на газа са йонизирани вследствие случайни процеси (например от удари при термичното им движение или от гама-лъчи). Когато на двата електрода се подаде напрежение (от порядъка на няколкостотин волта) образуваните вече положителни йони се привличат от катода, а електроните – от анода. При движението си те се сблъскват с други атоми и ги йонизират, така че докато има приложено напрежение е налице и висока концентрация на токоносители – йони и електрони, и се поддържа плазма.
По дължината на волт-амперната характеристика (ВАХ) на тлеещия разряд се забелязват няколко „светли“ и „тъмни области“, като в областите на „светене“ се излъчва интензивна светлина, докато в останалите – не. Дали се наблюдават всички области или не зависи от междуелектродното разстояние, като при намаляването му „положителният“ стълб от ВАХ може да изчезне. За аналитични цели се използва предимно „отрицателното светене“ с тъмните области от двете му страни.
Светенето се наблюдава едва след достигане на пробивното напрежение (т. D), след което във ВАХ се наблюдава зона на отрицателно динамично съпротивление – т.нар. разряд на Таунсенд или тлеещ разряд в неговия обичаен вид (до т.G). При по-нататъшно увеличаване на напрежението първоначално започва т.нар. аномален тлеещ разряд като динамичното съпротивление става отново положително (до т.I), а още по-нататък – отново отрицателно – областта на катодно светене се разширява и настъпва дъгов разряд.

## Приложение в електронните лампи
До към средата на 20 век, преди изобретяването на съответните полупроводникови компоненти като например ценеровите диоди, за стабилизиране на напрежението в електронните вериги се използват електронни лампи с тлеещ разряд – в режим отговарящ на областта на „тъмен разряд“ (между т.B и т.D) на тяхната ВАХ, където промяната на големината на тока протичащ през лампата влияе слабо на пада на напрежение върху нея.